# Allgemeine Koordinatenform
Die allgemeine Koordinatenform (kurz allgemeine Form oder Koordinatenform) ist in der Mathematik eine spezielle Form einer Geradengleichung oder Ebenengleichung. Bei der allgemeinen Form wird eine Gerade in der euklidischen Ebene oder eine Ebene im euklidischen Raum in Form einer linearen Gleichung beschrieben. Die Unbekannten der Gleichung sind dabei die Koordinaten der Punkte der Gerade oder Ebene in einem kartesischen Koordinatensystem. Die allgemeine Form ist damit eine spezielle implizite Darstellung der Gerade oder Ebene.

## Allgemeine Koordinatenform einer Geradengleichung

Koordinatenform einer Geradengleichung

### Darstellung
In der allgemeinen Koordinatenform wird jede Gerade in der Ebene durch drei reelle Zahlen {\displaystyle a}, {\displaystyle b} und {\displaystyle c} über eine lineare Gleichung beschrieben. Eine Gerade besteht dann aus denjenigen Punkten, deren Koordinaten {\displaystyle (x,y)} die Gleichung
{\displaystyle ax+by=c}
erfüllen. Hierbei muss {\displaystyle a} oder {\displaystyle b} ungleich null sein.
Bei den Zahlen {\displaystyle a} und {\displaystyle b} handelt es sich um die Komponenten des Normalenvektors {\displaystyle {\vec {n}}=(a,b)} der Geraden. Der Abstand der Geraden vom Koordinatenursprung wird durch {\displaystyle |c|/|{\vec {n}}|} angegeben. Ist der Normalenvektor normiert, also ein Einheitsvektor, dann beträgt der Abstand gerade {\displaystyle |c|}.

### Beispiel
Die Gerade im Bild oben wird beschrieben durch die allgemeine Koordinatenform
{\displaystyle 1x+2y=6}.
Jede Wahl von {\displaystyle (x,y)}, die diese Gleichung erfüllt, beispielsweise {\displaystyle (0,3)} oder {\displaystyle (4,1)}, entspricht genau einem Geradenpunkt.

### Spezialfälle
- Falls {\displaystyle a=0} ist, verläuft die Gerade parallel zur {\displaystyle x}-Achse, und falls {\displaystyle b=0} ist, parallel zur {\displaystyle y}-Achse.
- Falls {\displaystyle c=0} ist, handelt es sich bei der Geraden um eine Ursprungsgerade.
- Falls {\displaystyle c=1} ist, liegt die Geradengleichung in Achsenabschnittsform vor; die Achsenschnittpunkte sind dann {\displaystyle (1/a,0)} und {\displaystyle (0,1/b)}.

### Berechnung

#### Aus der Normalenform
Aus der Normalenform einer Geradengleichung mit Stützvektor {\displaystyle {\vec {p}}=(p_{1},p_{2})^{T}} und Normalenvektor {\displaystyle {\vec {n}}=(n_{1},n_{2})^{T}} lassen sich die Parameter der allgemeinen Koordinatenform durch Ausmultiplizieren der Normalengleichung direkt ablesen:
{\displaystyle a=n_{1},~b=n_{2},~c=p_{1}n_{1}+p_{2}n_{2}}.
Liegt eine Gerade in hessescher Normalform vor, kann der Parameter {\displaystyle c} auch von dort übernommen werden.

#### Aus der Parameterform
Aus der Parameterform einer Geradengleichung mit Stützvektor {\displaystyle {\vec {p}}=(p_{1},p_{2})^{T}} und Richtungsvektor {\displaystyle {\vec {u}}=(u_{1},u_{2})^{T}} wird zunächst ein Normalenvektor der Geraden über {\displaystyle {\vec {n}}=(-u_{2},u_{1})} bestimmt und daraus dann die Parameter der allgemeinen Form als
{\displaystyle a=-u_{2},~b=u_{1},~c=-p_{1}u_{2}+p_{2}u_{1}}.
Alternativ kann man die Koordinatenform herleiten, indem man den Parameter {\displaystyle s} aus dem Gleichungssystem
{\displaystyle {\begin{matrix}x=p_{1}+su_{1}\ &({\text{I}})\\y=p_{2}+su_{2}\ &({\text{II}})\end{matrix}}}
eliminiert. Dazu stellt man eine Koordinatengleichung, in der die Koordinate des Richtungsvektors nicht null ist, nach {\displaystyle s} um und setzt dann den erhaltenen Term für {\displaystyle s} in die andere Koordinatengleichung ein. Ist etwa {\displaystyle u_{2}\neq 0}, so folgt aus {\displaystyle ({\text{II}})} die Beziehung {\displaystyle s=(y-p_{2})/u_{2}}, und durch Einsetzen  in {\displaystyle ({\text{I}})} wird {\displaystyle s} eliminiert. Multipliziert man die parameterfreie Gleichung dann noch mit {\displaystyle u_{2}} und löst nach null auf, so erhält man
{\displaystyle -u_{2}x+u_{1}y=-p_{1}u_{2}+p_{2}u_{1}}.

#### Aus der Zweipunkteform
Aus der Zweipunkteform einer Gerade durch die beiden Punkte {\displaystyle (x_{1},y_{1})} und {\displaystyle (x_{2},y_{2})} erhält man durch Ausmultiplizieren die Parameter der allgemeinen Form
{\displaystyle a=y_{1}-y_{2},b=x_{2}-x_{1},c=x_{2}y_{1}-x_{1}y_{2}}.

## Allgemeine Koordinatenform einer Ebenengleichung

Koordinatenform einer Ebenengleichung

### Darstellung
Analog wird eine Ebene im dreidimensionalen Raum in der allgemeinen Koordinatenform durch vier reelle Zahlen {\displaystyle a}, {\displaystyle b}, {\displaystyle c} und {\displaystyle d} beschrieben. Eine Ebene besteht dann aus denjenigen Punkten, deren Koordinaten {\displaystyle (x,y,z)} die Gleichung
{\displaystyle ax+by+cz=d}
erfüllen. Hierbei muss zumindest einer der Parameter {\displaystyle a}, {\displaystyle b}, {\displaystyle c} ungleich null sein. Bei den Zahlen {\displaystyle a}, {\displaystyle b} und {\displaystyle c} handelt es sich um die Komponenten des Normalenvektors {\displaystyle {\vec {n}}=(a,b,c)} der Ebene. Der Abstand der Ebene vom Koordinatenursprung wird durch {\displaystyle |d|/|{\vec {n}}|} angegeben. Ist der Normalenvektor normiert, dann beträgt der Abstand gerade {\displaystyle |d|}.

### Beispiel
Ein Beispiel für eine Ebenengleichung in allgemeiner Koordinatenform ist
{\displaystyle 2x+3y-z=1}.
Jede Wahl von {\displaystyle (x,y,z)}, die diese Gleichung erfüllt, beispielsweise {\displaystyle (1,0,1)} oder {\displaystyle (0,1,2)}, entspricht genau einem Ebenenpunkt.

### Spezialfälle
- Falls {\displaystyle a=0} ist, verläuft die Ebene parallel zur {\displaystyle x}-Achse, falls {\displaystyle b=0} ist, parallel zur {\displaystyle y}-Achse, und falls {\displaystyle c=0} ist, parallel zur {\displaystyle z}-Achse.
- Falls {\displaystyle d=0} ist, handelt es sich bei der Ebene um eine Ursprungsebene.
- Falls {\displaystyle d=1} ist, liegt die Ebenengleichung in Achsenabschnittsform vor; die Achsenschnittpunkte sind dann {\displaystyle (1/a,0,0)}, {\displaystyle (0,1/b,0)} und {\displaystyle (0,0,1/c)}.

### Berechnung

#### Aus der Normalenform
Aus der Normalenform einer Ebenengleichung mit Stützvektor {\displaystyle {\vec {p}}} und Normalenvektor {\displaystyle {\vec {n}}} lassen sich die Parameter der allgemeinen Koordinatenform ebenfalls durch Ausmultiplizieren ablesen:
{\displaystyle a=n_{1},~b=n_{2},~c=n_{3},~d=p_{1}n_{1}+p_{2}n_{2}+p_{3}n_{3}}.
Liegt eine Ebene in hessescher Normalform vor, kann der Parameter {\displaystyle d} auch von dort übernommen werden.

#### Aus der Parameterform
Aus der Parameterform einer Ebenengleichung mit Stützvektor {\displaystyle {\vec {p}}} und den beiden Richtungsvektoren {\displaystyle {\vec {u}}} und {\displaystyle {\vec {v}}} wird zunächst ein Normalenvektor der Ebene über das Kreuzprodukt {\displaystyle {\vec {n}}={\vec {u}}\times {\vec {v}}} bestimmt und daraus dann die Parameter der allgemeinen Koordinatenform als
{\displaystyle a=u_{2}v_{3}-u_{3}v_{2},~b=u_{3}v_{1}-u_{1}v_{3},~c=u_{1}v_{2}-u_{2}v_{1},~d=p_{1}a+p_{2}b+p_{3}c}.
Analog lässt sich auf diese Weise auch aus der Dreipunkteform einer Ebenengleichung ein Normalenvektor ermitteln und daraus dann die allgemeine Koordinatenform.
Alternativ kann man die Koordinatenform herleiten, indem man zunächst einen der beiden Parameter aus je zwei Gleichungen des linearen Gleichungssystems 
{\displaystyle {\begin{matrix}x=p_{1}+su_{1}+tv_{1}\ &({\text{I}})\\y=p_{2}+su_{2}+tv_{2}\ &({\text{II}})\\z=p_{3}+su_{3}+tv_{3}\ &({\text{III}})\end{matrix}}}
eliminiert und dann aus den dadurch erhaltenen Gleichungen auch den zweiten.

## Verallgemeinerung
Allgemein wird durch eine lineare Gleichung mit {\displaystyle n} Unbekannten {\displaystyle x_{1},\dotsc ,x_{n}} eine Hyperebene im {\displaystyle n}-dimensionalen euklidischen Raum beschrieben. Eine Hyperebene besteht dann aus denjenigen Punkten {\displaystyle (x_{1},\dotsc ,x_{n})}, deren Koordinaten die Gleichung
{\displaystyle a_{1}x_{1}+\dotsb +a_{n}x_{n}=b}
erfüllen. Hierbei muss zumindest einer der Parameter {\displaystyle a_{1},\dotsc ,a_{n}} ungleich null sein.